# Rita El Khayat
Ghita El Khayat, (altern. Translit. Rita), (sinh năm 1944 tại Rabat, Morocco) là bác sĩ tâm thần Ma-rốc, nhà phân tâm học anthro, nhà văn, và là một nhà nhân chủng học. Tại Rabat, bà rất thích cơ hội theo học các trường hiện đại, đỉnh cao là việc bà tốt nghiệp trường y. Trong thời gian học, bà cũng hoạt động như một diễn giả radio, TV và nghệ sĩ điện ảnh.
Sau đó, bà chấp nhận đến để trở thành một sinh viên chuyên ngành tâm thần học ở Casablanca. Tuy nhiên, bà chuyển đến Paris, nơi bà tốt nghiệp trong ba lĩnh vực y học: tâm thần học, y học công việc & công thái học, và y học không gian.
Khi ở Paris, bà học ngành dân tộc học dưới thời George Devereux  và cũng học tiếng Ả Rập cổ điển tại École spéciale des Langues directionales và bắt đầu viết.
Năm 1999, bà thành lập Hiệp hội Ainï Bennaï để mở rộng văn hóa ở Morocco và Maghreb. Năm 2000, Hiệp hội trở thành một nhà xuất bản.
Bà được biết đến với sự tham gia mạnh mẽ của bà ủng hộ việc giải phóng phụ nữ và các quyền xã hội.
Bà là tác giả của hơn 350 bài báo và 30 cuốn sách.
Bà là giáo sư nhân chủng học về kiến thức tại Khoa Thư và Triết học của Đại học D'Annunzio của Chietiiêu Pescara ở Ý.

## Sách
Le Monde Arabe au Féminin - (L'Harmattan, Paris, 1985).
Les jeptins - Ed. L'Harmattan Parigi, 1995.
Le Maghreb des Femmes - (Marsam, Rabat 2001).
Le Somptueux Maroc des Femmes - (Marsam, Rabat, 2002).
Une Psychiatrie Moderne pour le Maghreb - (L'Harmattan, Paris, 1994)
La Folie, El Hank - (Eddif, Casablanca, 2000)
La Femme dans le Monde Arabe (2001).
Le Livre des Prénoms du Monde Arabe - (Eddif, Casablanca 2002 alla settima edizione).
Le Désenfantement - (Phiên bản Ainï Bennaï, Casablanca 2003)
Le Sein (Ấn bản Ainï Bennaï, Casablanca, 2003)
Métissages Culturels (đồng tác giả với Alain Goussot), (Phiên bản Ainï Bennaï, Casablanca, 2003)
Les Arabes riches de Marbella, (Phiên bản Ainï Bennaï, Casablanca, năm 2004)
L'Oeil du Paon - (Phiên bản Ainï Bennaï, Casablanca, 2004)
Psychiatrie, culture et politique (đồng tác giả: Alain Goussot), Ấn bản Ainï Bennaï, Casablanca, 2005
La nonagénaire, ses chèvres et l'îlot de Leila - (Ấn bản Ainï Bennaï, Casablanca, 2006)
Le Fastueux Maroc des truyền thống (Ấn bản Ainï Bennaï, Casablanca, 2007).
Các tác phẩm của bà cũng đã được dịch và xuất bản ở Ý, Đức, Malta, Hoa Kỳ

## liên kết ngoài
- Trang web chính thức Lưu trữ ngày 12 tháng 3 năm 2016 tại Wayback Machine [liên kết bị hỏng] (lấy ngày 1 tháng 2 năm 2009)
- Cuộc phỏng vấn với Rita El Khayet (Radio Canda) Lưu trữ ngày 21 tháng 10 năm 2012 tại Wayback Machine